# Tschutschuliga-Gletscher
Der Tschutschuliga-Gletscher (bulgarisch ледник Чучулига lednik Tschutschuliga) ist ein 14 km langer und 12 km breiter Gletscher an der Oskar-II.-Küste des Grahamlands auf der Antarktischen Halbinsel. Er fließt vom Bruce-Plateau südwestlich des Dschebel-Gletschers, nordöstlich des Stob-Gletschers und südsüdöstlich des Archer-Gletschers in südsüdöstlicher Richtung zum Crane-Gletscher.
Britische Wissenschaftler kartierten ihn 1976. Die bulgarische Kommission für Antarktische Geographische Namen benannte ihn 2012 nach der Ortschaft Tschutschuliga im Süden Bulgariens.